# Phú Mỹ, Quận 7
Phú Mỹ là một phường thuộc Quận 7, Thành phố Hồ Chí Minh, Việt Nam.

## Địa lý
Phường Phú Mỹ nằm ở phía nam Quận 7, có vị trí địa lý:
- Phía đông giáp tỉnh Đồng Nai qua sông Nhà Bè
- Phía tây giáp và phía nam giáp huyện Nhà Bè
- Phía bắc giáp các phường Phú Thuận và Tân Phú.

Phường có diện tích 3,95 km², dân số năm 2021 là 33.729 người,  mật độ dân số đạt 8.538 người/km².

## Lịch sử
Dưới thời nhà Nguyễn, địa bàn phường Phú Mỹ hiện nay là một phần làng Phú Mỹ Tây thuộc tổng Bình Trị Hạ, huyện Bình Dương, phủ Tân Bình, tỉnh Gia Định. Đến thời Pháp thuộc, chính quyền đặt tổng Bình Trị Hạ thuộc quận Nhà Bè, tỉnh Gia Định.
Sau năm 1956, các làng gọi là xã, Phú Mỹ Tây là một xã thuộc quận Nhà Bè.
Sau năm 1975, xã Phú Mỹ Tây được đổi tên thành xã Phú Mỹ thuộc huyện Nhà Bè, Thành phố Hồ Chí Minh.
Ngày 17 tháng 7 năm 1986, Hội đồng Bộ trưởng ban hành Quyết định 87-HĐBT. Theo đó, thành lập thị trấn Nhà Bè, thị trấn huyện lỵ huyện Nhà Bè trên cơ sở 430 ha diện tích tự nhiên và 5.001 người của xã Phú Mỹ, 423 ha diện tích tự nhiên và 10.948 người của xã Phú Xuân.
Ngày 6 tháng 1 năm 1997, Chính phủ ban hành Nghị định số 03-CP. Theo đó, thành lập phường Phú Mỹ thuộc Quận 7 trên cơ sở 373 ha diện tích tự nhiên và 6.674 người của thị trấn Nhà Bè thuộc huyện Nhà Bè.